# Rangers Football Club 2022-2023
Questa voce raccoglie le informazioni riguardanti il Rangers Football Club nelle competizioni ufficiali della stagione 2022-2023.

## Stagione
In Scottish Premiership i Rangers si classificano al secondo posto (92 punti), dietro al Celtic e davanti all'Aberdeen, qualificandosi così in Champions League. In Scottish Cup sono eliminati in semifinale dal Celtic (1-2). In Scottish League Cup sono eliminati in finale dal Celtic (0-1). In Champions League raggiungono la fase a gironi, dopo aver eliminato i belgi dell'Union Saint-Gilloise nel terzo turno di qualificazione (3-2 complessivo) e gli olandesi del PSV nel turno di spareggi (3-2 complessivo). Inseriti nel gruppo A con Ajax, Liverpool e Napoli, si classificano all'ultimo posto con 0 punti.

## Maglie e sponsor
Il fornitore tecnico per la stagione 2022-2023 è Castore, mentre lo sponsor ufficiale è 32Red per la maglia di casa e trasferta, per la terza maglia invece, lo sponsor è Unibet.
| Casa | Trasferta | Terza divisa |

## Rosa
Aggiornato al 1º maggio 2023.
| N. |                             | Ruolo | Calciatore                 |
| -- | --------------------------- | ----- | -------------------------- |
| 1  | Scozia (bandiera)           | P     | Allan McGregor             |
| 2  | Inghilterra (bandiera)      | D     | James Tavernier (capitano) |
| 3  | Turchia (bandiera)          | D     | Rıdvan Yılmaz              |
| 4  | Inghilterra (bandiera)      | C     | John Lundstram             |
| 5  | Svezia (bandiera)           | D     | Filip Helander             |
| 6  | Inghilterra (bandiera)      | D     | Connor Goldson             |
| 7  | Romania (bandiera)          | C     | Ianis Hagi                 |
| 8  | Scozia (bandiera)           | C     | Ryan Jack                  |
| 9  | Croazia (bandiera)          | A     | Antonio Čolak              |
| 10 | Irlanda del Nord (bandiera) | C     | Steven Davis               |
| 11 | Galles (bandiera)           | A     | Tom Lawrence               |
| 13 | Inghilterra (bandiera)      | C     | Todd Cantwell              |
| 14 | Inghilterra (bandiera)      | A     | Ryan Kent                  |
| 16 | Scozia (bandiera)           | D     | John Souttar               |
| 17 | Galles (bandiera)           | A     | Rabbi Matondo              |
| 18 | Finlandia (bandiera)        | C     | Glen Kamara                |
| 19 | Stati Uniti (bandiera)      | C     | James Sands                |
| 20 | Colombia (bandiera)         | A     | Alfredo Morelos            |

| N. |                             | Ruolo | Calciatore      |
| -- | --------------------------- | ----- | --------------- |
| 23 | Scozia (bandiera)           | A     | Scott Wright    |
| 24 | Nigeria (bandiera)          | C     | Nnamdi Ofoborh  |
| 25 | Giamaica (bandiera)         | A     | Kemar Roofe     |
| 26 | Inghilterra (bandiera)      | D     | Ben Davies      |
| 28 | Scozia (bandiera)           | P     | Robby McCrorie  |
| 29 | Irlanda del Nord (bandiera) | C     | Charlie McCann  |
| 30 | Zambia (bandiera)           | A     | Fashion Sakala  |
| 31 | Croazia (bandiera)          | D     | Borna Barišić   |
| 32 | Scozia (bandiera)           | P     | Kieran Wright   |
| 33 | Scozia (bandiera)           | P     | Jon McLaughlin  |
| 37 | Canada (bandiera)           | C     | Scott Arfield   |
| 38 | Scozia (bandiera)           | D     | Leon King       |
| 43 | Belgio (bandiera)           | C     | Nicolas Raskin  |
| 44 | Scozia (bandiera)           | D     | Adam Devine     |
| 45 | Irlanda del Nord (bandiera) | A     | Ross McCausland |
| 51 | Scozia (bandiera)           | C     | Alexander Lowry |
| 71 | Stati Uniti (bandiera)      | A     | Malik Tillman   |

## Calciomercato

### Sessione estiva
| Acquisti | Acquisti        | Acquisti        | Acquisti               |
| R.       | Nome            | da              | Modalità               |
| -------- | --------------- | --------------- | ---------------------- |
| C        | Glenn Middleton | St. Johnstone   | fine prestito          |
| A        | Jake Hastie     | Linfield        | fine prestito          |
| D        | Nikola Katić    | Hajduk Spalato  | fine prestito          |
| P        | Kieran Wright   | Dumbarton       | fine prestito          |
| P        | Andy Firth      | Partick Thistle | fine prestito          |
| C        | Stephen Kelly   | Salford City    | fine prestito          |
| D        | John Souttar    | Hearts          | definitivo (0 mln €)   |
| A        | Antonio Čolak   | PAOK            | definitivo (2.1 mln €) |
| A        | Tom Lawrence    | Derby County    | definitivo (0 mln €)   |
| A        | Rabbi Matondo   | Schalke 04      | definitivo (3.1 mln €) |
| A        | Malik Tillman   | Bayern Monaco   | prestito               |
| D        | Ben Davies      | Liverpool       | definitivo (4 mln £)   |
| D        | Rıdvan Yılmaz   | Beşiktaş        | definitivo (4 mln €)   |

| Cessioni | Cessioni         | Cessioni       | Cessioni                |
| R.       | Nome             | a              | Modalità                |
| -------- | ---------------- | -------------- | ----------------------- |
| A        | Amad Diallo      | Manchester Utd | fine prestito           |
| C        | Aaron Ramsey     | Juventus       | fine prestito           |
| A        | Cedric Itten     | Young Boys     | definitivo (1,8 mln €)  |
| D        | Leon Balogun     |                | svincolato              |
| P        | Andy Firth       |                | svincolato              |
| A        | Jake Hastie      | Hartlepool Utd | definitivo              |
| C        | Joe Aribo        | Southampton    | definitivo (10 mln £)   |
| D        | Calvin Bassey    | Ajax           | definitivo (23 mln €)   |
| C        | Glenn Middleton  | Dundee Utd     | definitivo (550 mila €) |
| D        | Jack Simpson     | Cardiff City   | definitivo (800 mila €) |
| D        | Mateusz Żukowski | Lech Poznań    | prestito                |
| D        | Nikola Katić     | Zurigo         | definitivo (840 mila €) |
| C        | Stephen Kelly    | Livingston     | definitivo (440 mila €) |

### Sessione invernale
| Acquisti | Acquisti       | Acquisti       | Acquisti               |
| R.       | Nome           | da             | Modalità               |
| -------- | -------------- | -------------- | ---------------------- |
| C        | Todd Cantwell  | Norwich City   | definitivo (1,5 mln £) |
| C        | Nicolas Raskin | Standard Liegi | definitivo (1,5 mln €) |

| Cessioni | Cessioni       | Cessioni      | Cessioni                |
| R.       | Nome           | a             | Modalità                |
| -------- | -------------- | ------------- | ----------------------- |
| C        | Charlie McCann | Forest Green  | definitivo (397 mila €) |
| C        | James Sands    | New York City | fine prestito           |

## Risultati

### Scottish Premiership
| Arbitro: | Don Robertson |

|           |           |                           |
| Nouble 5’ | Marcatori | 72’ Arfield 74’ Tavernier |

| Arbitro: | Kevin Clancy |

|                       |           |  |
| Čolak 51’ Morelos 88’ | Marcatori |  |

| Arbitro: | Nick Walsh |

|                                                |           |  |
| Tillman 32’ Čolak 62’ Arfield 80’ Lawrence 83’ | Marcatori |  |

| Arbitro: | Willie Collum |

|                          |           |                                   |
| Boyle 51’ Campbell 90+3’ | Marcatori | 45’ (rig.) Tavernier 58’ Lawrence |

| Arbitro: | Don Robertson |

|                                        |           |  |
| Lundstram 24’ Čolak 39’, 58’ Davis 80’ | Marcatori |  |

| Arbitro: | Nick Walsh |

|                                     |           |  |
| Abada 8’, 40’ Jota 32’ Turnbull 78’ | Marcatori |  |

| Arbitro: | Willie Collum |

|                        |           |                                 |
| Lopes 45’ Clarkson 53’ | Marcatori | 12’ Sakala 90+5’, 90+7’ Arfield |

| Arbitro: | Kevin Clancy |

|               |           |           |
| Čolak 8’, 49’ | Marcatori | 59’ Smith |

| Arbitro: | Steven McLean |

|  |           |                                      |
|  | Marcatori | 6’, 30’ Čolak 76’ Morelos 90+1’ Kent |

| Arbitro: | Nick Walsh |

|                                                 |           |  |
| Čolak 4’, 73’ Tavernier 30’ (rig,) Sakala 90+1’ | Marcatori |  |

| Arbitro: | David Dickinson |

|               |           |                           |
| McKinstry 77’ | Marcatori | 53’ Tillman 69’ Lundstram |

| Arbitro: | David Munro |

|                 |           |           |
| Lundstram 90+1’ | Marcatori | 4’ Nouble |

| Arbitro: | Nick Walsh |

|                                                     |           |            |
| Čolak 27’ Lundstram 45+3’ Tavernier 51’ Morelos 85’ | Marcatori | 21’ Barron |

| Arbitro: | Steven McLean |

|                     |           |               |
| Brown 41’ Clark 62’ | Marcatori | 74’ Tavernier |

| Arbitro: | John Beaton |

|             |           |  |
| Tillman 66’ | Marcatori |  |

| Arbitro: | Kevin Clancy |

|            |           |                      |
| Ayunga 47’ | Marcatori | 84’ (rig.) Tavernier |

| Arbitro: | Nick Walsh |

|                                 |           |                        |
| Sakala 15’ Jack 58’ Morelos 62’ | Marcatori | 8’ Porteous 16’ Nisbet |

| Arbitro: | Don Robertson |

|  |           |               |
|  | Marcatori | 17’ Lundstram |

| Arbitro: | David Dickinson |

|                                     |           |  |
| Morelos 13’ Goldson 39’ Tillman 63’ | Marcatori |  |

| Arbitro: | John Beaton |

|                               |           |                        |
| Kent 47’ Tavernier 53’ (rig.) | Marcatori | 5’ Maeda 88’ Furuhashi |

| Arbitro: | Steven McLean |

|  |           |                        |
|  | Marcatori | 54’ Sakala 57’ Tillman |

| Arbitro: | Kevin Clancy |

|                      |           |                           |
| Stokes 6’ Wright 85’ | Marcatori | 23’, 72’ Morelos 51’ Kent |

| Arbitro: | Willie Collum |

|                                 |           |  |
| Tavernier 15’ (rig.) Kamara 57’ | Marcatori |  |

| Arbitro: | John Beaton |

|  |           |                             |
|  | Marcatori | 9’, 68’ Morelos 34’ Tillman |

| Arbitro: | Euan Anderson |

|                           |           |           |
| Tillman 45+2’ Barišić 75’ | Marcatori | 65’ White |

| Arbitro: | David Dickinson |

|  |           |                                     |
|  | Marcatori | 24’ (rig.), 78’ Tavernier 85’ Roofe |

| Arbitro: | Willie Collum |

|                                            |           |             |
| Goldson 6’ Sakala 25’ Tavernier 45’ (rig.) | Marcatori | 60’ Dorsett |

| Arbitro: | Don Robertson |

|                   |           |                                                |
| Goldson 8’ (aut.) | Marcatori | 12’ (rig.) Tavernier 34’, 58’ Čolak 52’ Sakala |

| Arbitro: | Nick Walsh |

|                        |           |                                                   |
| van Veen 3’ Mugabi 59’ | Marcatori | 23’ Tavernier 46’ Sakala 63’ Cantwell 69’ Tillman |

| Arbitro: | Don Robertson |

|                  |           |  |
| Tillman 38’, 55’ | Marcatori |  |

| Arbitro: | Kevin Clancy |

|                             |           |                    |
| Furuhashi 26’, 62’ Jota 73’ | Marcatori | 45’, 79’ Tavernier |

| Arbitro: | Steven McLean |

|                                                      |           |                   |
| Cantwell 26’ Sakala 48’ Morelos 80’, 81’ Arfield 86’ | Marcatori | 45+2’, 65’ O'Hara |

| Arbitro: | Nick Walsh |

|                        |           |  |
| Scales 45’ Miovski 53’ | Marcatori |  |

#### Poule Scudetto
| Arbitro: | John Beaton |

|              |           |  |
| Cantwell 64’ | Marcatori |  |

| Arbitro: | Steven McLean |

|                                    |           |  |
| Cantwell 5’ Souttar 34’ Sakala 70’ | Marcatori |  |

| Arbitro: | Alan Muir |

|              |           |                                     |
| Hanlon 90+3’ | Marcatori | 32’ Tavernier 55’ Hagi 86’ Cantwell |

| Arbitro: | John Beaton |

|                           |           |                         |
| Cantwell 45+3’ Sakala 47’ | Marcatori | 1’ Shankland 90+4’ Kuol |

| Arbitro: | Matthew MacDermid |

|  |           |                           |
|  | Marcatori | 26’, 48’ Sakala 77’ Čolak |

### Scottish Cup
| Arbitro: | Alan Muir |

|  |           |             |
|  | Marcatori | 45’ Barišić |

| Arbitro: | David Munro |

|                                 |           |                              |
| Čolak 50’ Tillman 71’ Sands 86’ | Marcatori | 35’ (rig.) Holt 74’ Tiffoney |

| Arbitro: | John Beaton |

|                                          |           |  |
| Goldson 42’ Nolan 58’ (aut.) Arfield 87’ | Marcatori |  |

| Arbitro: | Don Robertson |

|  |           |          |
|  | Marcatori | 42’ Jota |

### Scottish League Cup
| Arbitro: | David Dickinson |

|                          |           |              |
| Ure 10’ Arfield 24’, 86’ | Marcatori | 17’ Connelly |

| Arbitro: | Willie Collum |

|           |           |  |
| Davis 10’ | Marcatori |  |

| Arbitro: | Nick Walsh |

|                    |           |             |
| Jack 10’ Roofe 94’ | Marcatori | 40’ Miovski |

| Arbitro: | Nick Walsh |

|             |           |                    |
| Morelos 64’ | Marcatori | 44’, 56’ Furuhashi |

### Champions League

#### Qualificazioni
| Arbitro: | Irfan Peljto |

|                              |           |  |
| Teuma 27’ Vanzeir 76’ (rig.) | Marcatori |  |

| Arbitro: | Anastasios Sidīropoulos |

|                                            |           |  |
| Tavernier 45’ (rig.) Čolak 58’ Tillman 79’ | Marcatori |  |

| Arbitro: | Daniele Orsato |

|                        |           |                        |
| Čolak 40’ Lawrence 70’ | Marcatori | 37’ Sangaré 78’ Obispo |

| Arbitro: | Szymon Marciniak |

|  |           |           |
|  | Marcatori | 60’ Čolak |

#### Fase a gironi
| Arbitro: | Tobias Stieler |

|                                                 |           |  |
| Álvarez 17’ Berghuis 32’ Kudus 33’ Bergwijn 80’ | Marcatori |  |

| Arbitro: | Mateu Lahoz |

|  |           |                                                  |
|  | Marcatori | 68’ (rig.) Politano 85’ Raspadori 90+1’ Ndombele |

| Arbitro: | Clément Turpin |

|                                      |           |  |
| Alexander-Arnold 7’ Salah 53’ (rig.) | Marcatori |  |

| Arbitro: | Slavko Vinčić |

|             |           |                                                            |
| Arfield 17’ | Marcatori | 24’, 55’ Firmino 66’ Núñez 76’, 80’, 81’ Salah 89’ Elliott |

| Arbitro: | Halil Umut Meler |

|                               |           |  |
| Simeone 11’, 16’ Østigård 80’ | Marcatori |  |

| Arbitro: | Glenn Nyberg |

|                      |           |                                     |
| Tavernier 87’ (rig.) | Marcatori | 4’ Berghuis 29’ Kudus 89’ Conceição |

## Statistiche

### Statistiche di squadra
Statistiche aggiornate al 27 maggio 2023.
| Competizione         | Punti | In casa | In casa | In casa | In casa | In casa | In casa | In trasferta | In trasferta | In trasferta | In trasferta | In trasferta | In trasferta | Totale | Totale | Totale | Totale | Totale | Totale | DR  |
| Competizione         | Punti | G       | V       | N       | P       | Gf      | Gs      | G            | V            | N            | P            | Gf           | Gs           | G      | V      | N      | P      | Gf     | Gs     | DR  |
| -------------------- | ----- | ------- | ------- | ------- | ------- | ------- | ------- | ------------ | ------------ | ------------ | ------------ | ------------ | ------------ | ------ | ------ | ------ | ------ | ------ | ------ | --- |
| Scottish Premiership | 92    | 19      | 16      | 3       | 0       | 50      | 13      | 19           | 13           | 2            | 4            | 43           | 24           | 38     | 29     | 5      | 4      | 93     | 37     | +56 |
| Scottish Cup         | -     | 2       | 2       | 0       | 0       | 6       | 2       | 1            | 1            | 0            | 0            | 1            | 0            | 4      | 3      | 0      | 1      | 7      | 3      | +4  |
| Scottish League Cup  | -     | 2       | 2       | 0       | 0       | 4       | 1       | 0            | 0            | 0            | 0            | 0            | 0            | 4      | 3      | 0      | 1      | 7      | 4      | +3  |
| Champions League     | 0     | 5       | 1       | 1       | 3       | 7       | 15      | 5            | 1            | 0            | 4            | 1            | 11           | 10     | 2      | 1      | 7      | 8      | 26     | -18 |
| Totale               | 92    | 28      | 21      | 4       | 3       | 64      | 31      | 25           | 15           | 2            | 8            | 45           | 35           | 56     | 37     | 6      | 13     | 115    | 70     | +45 |

### Andamento in campionato
| Giornata  | 1 | 2 | 3 | 4 | 5 | 6 | 7 | 8 | 9 | 10 | 11 | 12 | 13 | 14 | 15 | 16 | 17 | 18 | 19 | 20 | 21 | 22 | 23 | 24 | 25 | 26 | 27 | 28 | 29 | 30 | 31 | 32 | 33 | 34 | 35 | 36 | 37 | 38 |
| --------- | - | - | - | - | - | - | - | - | - | -- | -- | -- | -- | -- | -- | -- | -- | -- | -- | -- | -- | -- | -- | -- | -- | -- | -- | -- | -- | -- | -- | -- | -- | -- | -- | -- | -- | -- |
| Luogo     | T | C | C | T | C | T | T | C | T | C  | T  | C  | C  | T  | C  | T  | C  | T  | C  | C  | T  | T  | C  | T  | C  | T  | C  | T  | T  | C  | T  | C  | T  | C  | C  | T  | C  | T  |
| Risultato | V | V | V | N | V | P | V | V | V | V  | V  | N  | V  | P  | V  | N  | V  | V  | V  | N  | V  | V  | V  | V  | V  | V  | V  | V  | V  | V  | P  | V  | P  | V  | V  | V  | N  | V  |
| Posizione | 3 | 2 | 2 | 2 | 2 | 2 | 2 | 2 | 2 | 2  | 2  | 2  | 2  | 2  | 2  | 2  | 2  | 2  | 2  | 2  | 2  | 2  | 2  | 2  | 2  | 2  | 2  | 2  | 2  | 2  | 2  | 2  | 2  | 2  | 2  | 2  | 2  | 2  |

Legenda:

Luogo: C = Casa; T = Trasferta. Risultato: V = Vittoria; N = Pareggio; P = Sconfitta.

### Statistiche dei giocatori
| Giocatore     | Scottish Premiership | Scottish Premiership | Scottish Premiership | Scottish Premiership | Scottish Cup | Scottish Cup | Scottish Cup | Scottish Cup | League Cup | League Cup | League Cup  | League Cup | Champions League | Champions League | Champions League | Champions League | Totale   | Totale | Totale      | Totale     |
| Giocatore     | Presenze             | Reti                 | Ammonizioni          | Espulsioni           | Presenze     | Reti         | Ammonizioni  | Espulsioni   | Presenze   | Reti       | Ammonizioni | Espulsioni | Presenze         | Reti             | Ammonizioni      | Espulsioni       | Presenze | Reti   | Ammonizioni | Espulsioni |
| ------------- | -------------------- | -------------------- | -------------------- | -------------------- | ------------ | ------------ | ------------ | ------------ | ---------- | ---------- | ----------- | ---------- | ---------------- | ---------------- | ---------------- | ---------------- | -------- | ------ | ----------- | ---------- |
| A. McGregor   | 24                   | -26                  | 1                    | 0                    | 4            | -3           | 0            | 0            | 3          | -4         | 0           | 0          | 5                | -18              | 0                | 0                | 36       | -51    | 1           | 0          |
| R. McCrorie   | 4                    | -1                   | 0                    | 0                    | 0            | 0            | 0            | 0            | 0          | 0          | 0           | 0          | 0                | 0                | 0                | 0                | 4        | -1     | 0           | 0          |
| J. McLaughlin | 10                   | -10                  | 0                    | 0                    | 0            | 0            | 0            | 0            | 1          | 0          | 0           | 0          | 5                | -8               | 0                | 0                | 16       | -18    | 0           | 0          |
| K. Wright     | 0                    | 0                    | 0                    | 0                    | 0            | 0            | 0            | 0            | 0          | 0          | 0           | 0          | 0                | 0                | 0                | 0                | 0        | 0      | 0           | 0          |
| J. Tavernier  | 38                   | 16                   | 6                    | 0                    | 4            | 0            | 0            | 0            | 3          | 0          | 0           | 0          | 10               | 2                | 1                | 0                | 55       | 18     | 7           | 0          |
| R. Yılmaz     | 9                    | 0                    | 1                    | 0                    | 2            | 0            | 0            | 0            | 2          | 0          | 0           | 0          | 2                | 0                | 0                | 0                | 15       | 0      | 1           | 0          |
| F. Helander   | 0                    | 0                    | 0                    | 0                    | 0            | 0            | 0            | 0            | 0          | 0          | 0           | 0          | 0                | 0                | 0                | 0                | 0        | 0      | 0           | 0          |
| C. Goldson    | 25                   | 2                    | 4                    | 0                    | 3            | 1            | 1            | 0            | 2          | 0          | 1           | 0          | 8                | 0                | 2                | 0                | 38       | 3      | 8           | 0          |
| J. Souttar    | 12                   | 1                    | 1                    | 0                    | 1            | 0            | 0            | 0            | 0          | 0          | 0           | 0          | 0                | 0                | 0                | 0                | 13       | 1      | 1           | 0          |
| B. Davies     | 27                   | 0                    | 2                    | 0                    | 4            | 0            | 0            | 0            | 2          | 0          | 0           | 0          | 5                | 0                | 2                | 0                | 38       | 0      | 4           | 0          |
| B. Barišić    | 30                   | 1                    | 4                    | 0                    | 4            | 1            | 1            | 0            | 2          | 0          | 2           | 0          | 10               | 0                | 3                | 0                | 46       | 2      | 10          | 0          |
| L. King       | 15                   | 0                    | 3                    | 0                    | 0            | 0            | 0            | 0            | 2          | 0          | 0           | 0          | 6                | 0                | 0                | 0                | 23       | 0      | 3           | 0          |
| A. Devine     | 6                    | 0                    | 0                    | 0                    | 0            | 0            | 0            | 0            | 2          | 0          | 0           | 0          | 0                | 0                | 0                | 0                | 8        | 0      | 0           | 0          |
| J. Lundstram  | 37                   | 5                    | 7                    | 1                    | 3            | 0            | 1            | 0            | 3          | 0          | 1           | 0          | 9                | 0                | 4                | 0                | 52       | 5      | 13          | 1          |
| I. Hagi       | 8                    | 1                    | 1                    | 0                    | 3            | 0            | 0            | 0            | 0          | 0          | 0           | 0          | 0                | 0                | 0                | 0                | 11       | 1      | 1           | 0          |
| R. Jack       | 26                   | 1                    | 5                    | 0                    | 2            | 0            | 0            | 0            | 3          | 1          | 0           | 0          | 5                | 0                | 1                | 0                | 36       | 2      | 6           | 0          |
| S. Davis      | 8                    | 1                    | 1                    | 0                    | 0            | 0            | 0            | 0            | 2          | 1          | 0           | 0          | 6                | 0                | 0                | 0                | 16       | 2      | 1           | 0          |
| T. Cantwell   | 16                   | 6                    | 5                    | 0                    | 3            | 0            | 2            | 0            | 1          | 0          | 1           | 0          | 0                | 0                | 0                | 0                | 20       | 6      | 8           | 0          |
| R. Kent       | 29                   | 3                    | 3                    | 0                    | 4            | 0            | 0            | 0            | 2          | 0          | 1           | 0          | 9                | 0                | 1                | 0                | 44       | 3      | 5           | 0          |
| G. Kamara     | 22                   | 1                    | 1                    | 0                    | 2            | 0            | 1            | 0            | 3          | 0          | 2           | 0          | 8                | 0                | 0                | 0                | 35       | 1      | 4           | 0          |
| J. Sands      | 17                   | 0                    | 3                    | 0                    | 1            | 1            | 0            | 0            | 1          | 0          | 1           | 0          | 8                | 0                | 4                | 1                | 27       | 1      | 8           | 1          |
| N. Ofoborh    | 0                    | 0                    | 0                    | 0                    | 0            | 0            | 0            | 0            | 0          | 0          | 0           | 0          | 0                | 0                | 0                | 0                | 0        | 0      | 0           | 0          |
| C. McCann     | 1                    | 0                    | 0                    | 0                    | 0            | 0            | 0            | 0            | 3          | 0          | 1           | 0          | 0                | 0                | 0                | 0                | 4        | 0      | 1           | 0          |
| S. Arfield    | 31                   | 5                    | 2                    | 0                    | 3            | 1            | 0            | 0            | 3          | 2          | 0           | 0          | 6                | 1                | 0                | 0                | 43       | 9      | 2           | 0          |
| N. Raskin     | 12                   | 0                    | 1                    | 0                    | 3            | 0            | 0            | 0            | 1          | 0          | 0           | 0          | 0                | 0                | 0                | 0                | 16       | 0      | 1           | 0          |
| A. Lowry      | 5                    | 0                    | 0                    | 0                    | 1            | 0            | 0            | 0            | 0          | 0          | 0           | 0          | 1                | 0                | 0                | 0                | 7        | 0      | 0           | 0          |
| P. Nsio       | 0                    | 0                    | 0                    | 0                    | 0            | 0            | 0            | 0            | 1          | 0          | 0           | 0          | 0                | 0                | 0                | 0                | 1        | 0      | 0           | 0          |
| B. Rice       | 1                    | 0                    | 0                    | 0                    | 0            | 0            | 0            | 0            | 0          | 0          | 0           | 0          | 0                | 0                | 0                | 0                | 1        | 0      | 0           | 0          |
| A. Čolak      | 25                   | 14                   | 3                    | 0                    | 3            | 1            | 0            | 0            | 1          | 0          | 1           | 0          | 10               | 3                | 1                | 0                | 39       | 18     | 5           | 0          |
| T. Lawrence   | 5                    | 2                    | 0                    | 0                    | 0            | 0            | 0            | 0            | 0          | 0          | 0           | 0          | 4                | 1                | 2                | 0                | 9        | 3      | 2           | 0          |
| R. Matondo    | 19                   | 0                    | 0                    | 0                    | 1            | 0            | 0            | 0            | 1          | 0          | 0           | 0          | 7                | 0                | 0                | 0                | 28       | 0      | 0           | 0          |
| A. Morelos    | 32                   | 11                   | 6                    | 1                    | 4            | 0            | 0            | 0            | 3          | 1          | 0           | 0          | 6                | 0                | 1                | 0                | 45       | 12     | 7           | 1          |
| S. Wright     | 23                   | 0                    | 1                    | 0                    | 1            | 0            | 0            | 0            | 3          | 0          | 0           | 0          | 7                | 0                | 0                | 0                | 34       | 0      | 1           | 0          |
| K. Roofe      | 3                    | 1                    | 0                    | 0                    | 1            | 0            | 0            | 0            | 2          | 1          | 0           | 0          | 0                | 0                | 0                | 0                | 6        | 2      | 0           | 0          |
| F. Sakala     | 29                   | 12                   | 1                    | 0                    | 3            | 0            | 0            | 0            | 4          | 0          | 1           | 0          | 5                | 0                | 0                | 0                | 41       | 12     | 2           | 0          |
| R. McCausland | 1                    | 0                    | 0                    | 0                    | 0            | 0            | 0            | 0            | 0          | 0          | 0           | 0          | 0                | 0                | 0                | 0                | 1        | 0      | 0           | 0          |
| Z. Lovelace   | 1                    | 0                    | 0                    | 0                    | 0            | 0            | 0            | 0            | 1          | 0          | 0           | 0          | 0                | 0                | 0                | 0                | 2        | 0      | 0           | 0          |
| M. Tillman    | 28                   | 10                   | 4                    | 0                    | 3            | 1            | 1            | 0            | 3          | 0          | 0           | 0          | 9                | 1                | 1                | 0                | 43       | 12     | 6           | 0          |
| R. Ure        | 2                    | 0                    | 0                    | 0                    | 0            | 0            | 0            | 0            | 1          | 1          | 0           | 0          | 0                | 0                | 0                | 0                | 3        | 1      | 0           | 0          |
| A. Lyall      | 1                    | 0                    | 0                    | 0                    | 0            | 0            | 0            | 0            | 0          | 0          | 0           | 0          | 0                | 0                | 0                | 0                | 1        | 0      | 0           | 0          |
| A. Stevens    | 0                    | 0                    | 0                    | 0                    | 0            | 0            | 0            | 0            | 1          | 0          | 0           | 0          | 0                | 0                | 0                | 0                | 1        | 0      | 0           | 0          |